# Czułów (Tychy)
Czułów – dzielnica Tychów położona w północnej części miasta.
Czułów jest dzielnicą granicząca z Kostuchną (dzielnica Katowic) oraz z dzielnicami Zwierzyniec, Mąkołowiec i Stare Tychy (dzielnice tyskie). W Czułowie znajduje się jedna z dwóch tyskich oczyszczalni ścieków. Poza tym mieści się tu fabryka celulozy i papieru a w przeszłości istniała tu jedyna zabudowa kopalniana na terenie miasta Tychy - szyb wydechowy zamkniętej kopalni węgla kamiennego - "KWK Murcki-Staszic"

## Historia
Nazwa dzielnicy pochodzi od nazwiska Czuła. Pierwsze zapiski o niej pochodzą z drugiej połowy średniowiecza.
W 1887 r. uruchomiono w Czułowie papiernię, która początkowo wytwarzała wyłącznie celulozę. Po przejściu Czułowa do Polski w 1922 r. zakład rozbudowano i rozpoczęto produkcję papieru. Przez krótki okres ok. 1929 r. zakład był jedynym w Polsce producentem ligniny.
W latach 30. XX w. w Czułowie znajdował się pomnik upamiętniający powstania śląskie. Został on zburzony po wkroczeniu wojsk niemieckich we wrześniu 1939 r. Pomnik był wysoki, położony był przy obecnej ul. Katowickiej – gdzie w 2010 r. został odtworzony w małym formacie.

## Tranzyt
Przez Czułów biegnie droga krajowa nr 86.
Kursują tu autobusy ZTM linii 1, 4, 101, 36, 131, 688, 788, mikrobusy 514 i 565.

## Galeria

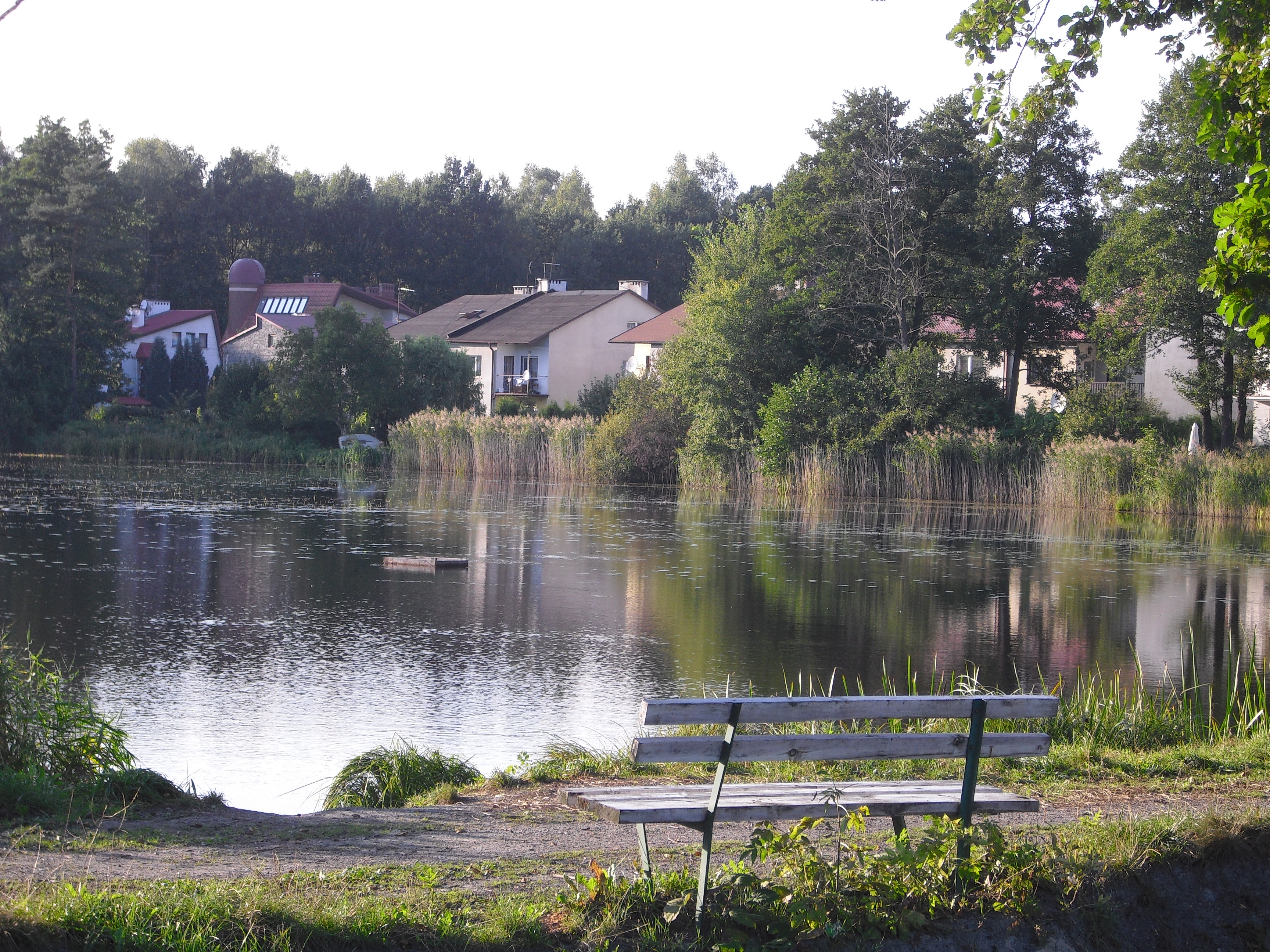
Staw Jeżowa w Czułowie
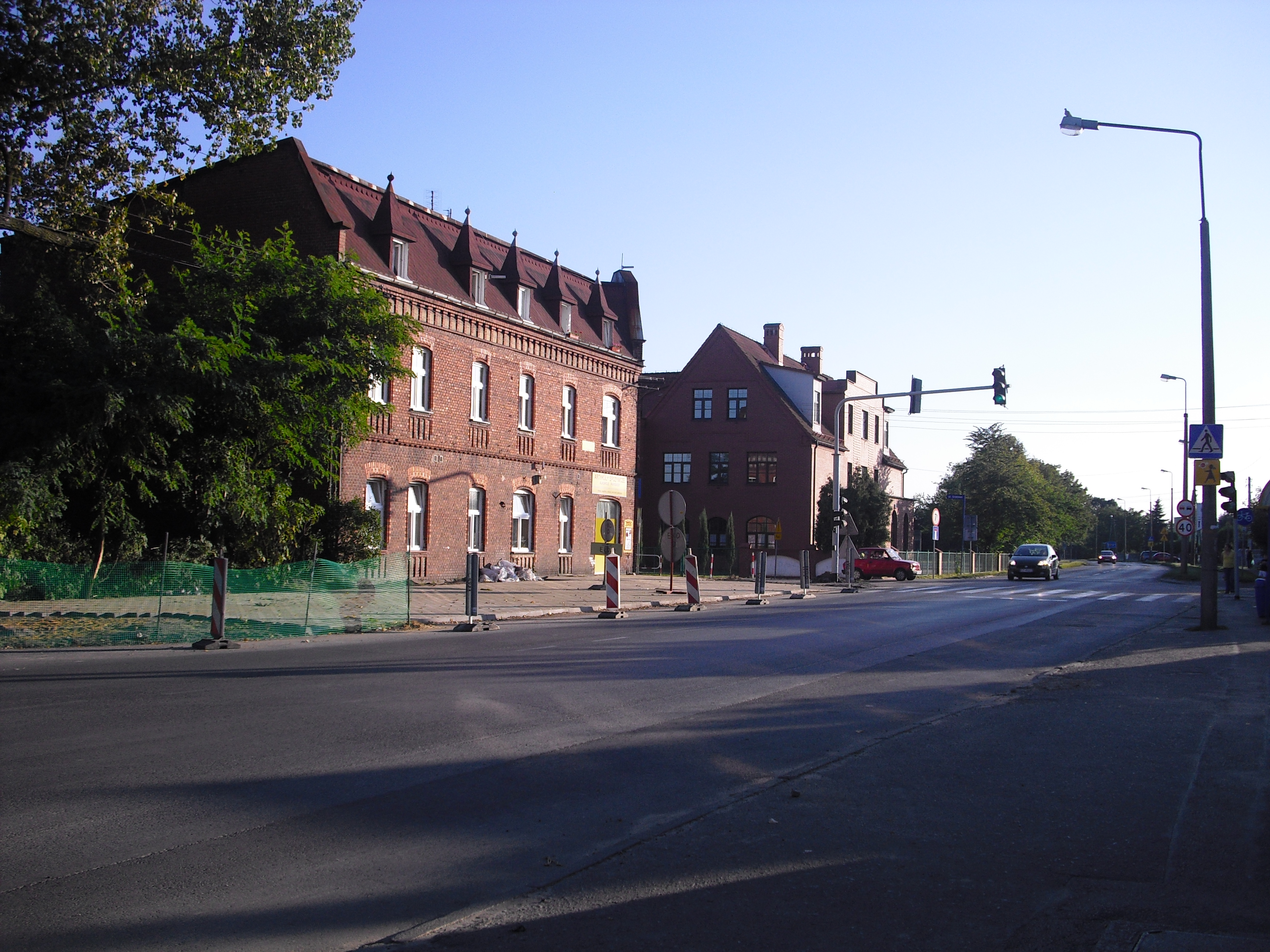
Stara zabudowa Czułowa
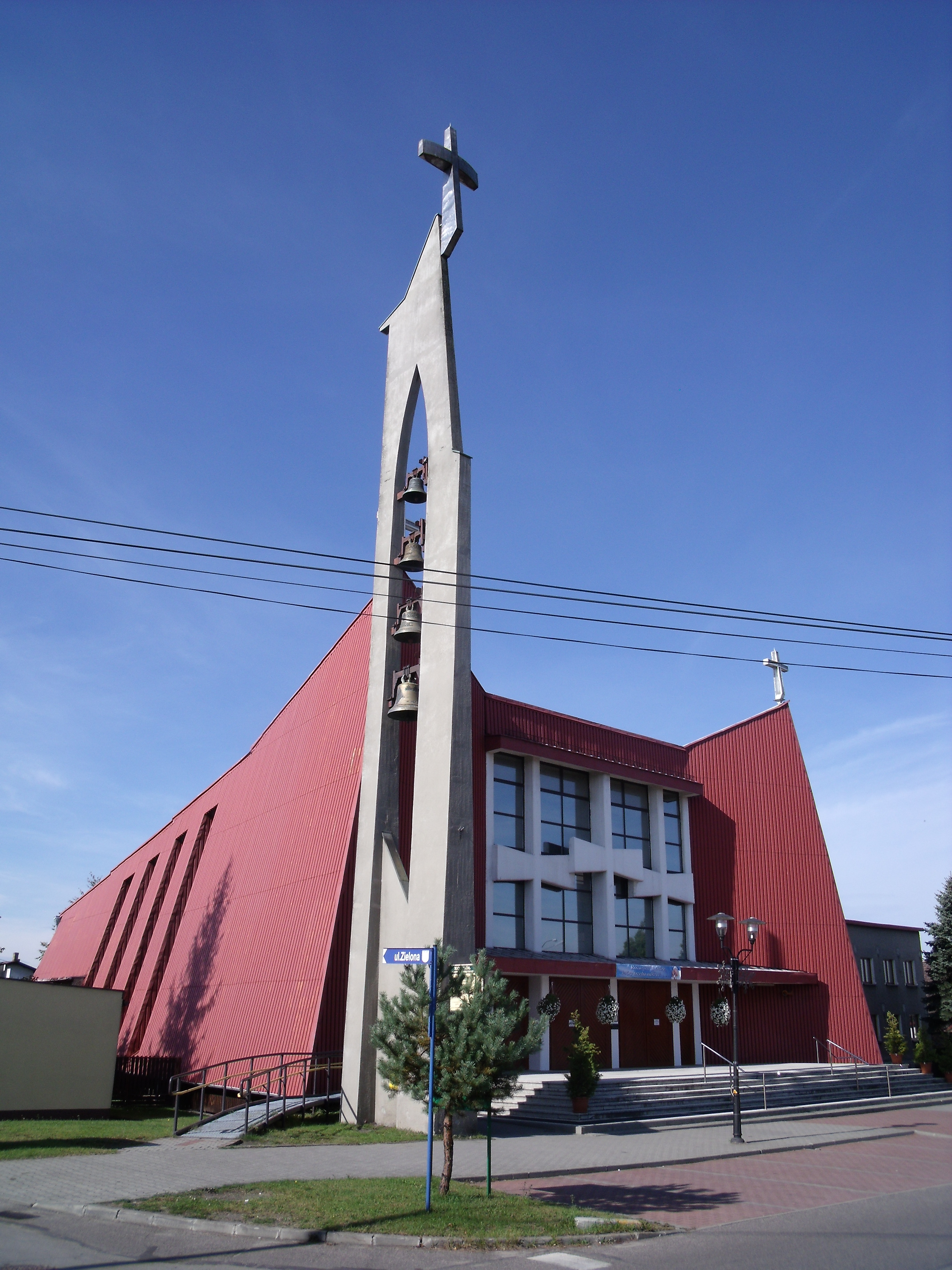
Kościół parafialny pw. św. Krzyża
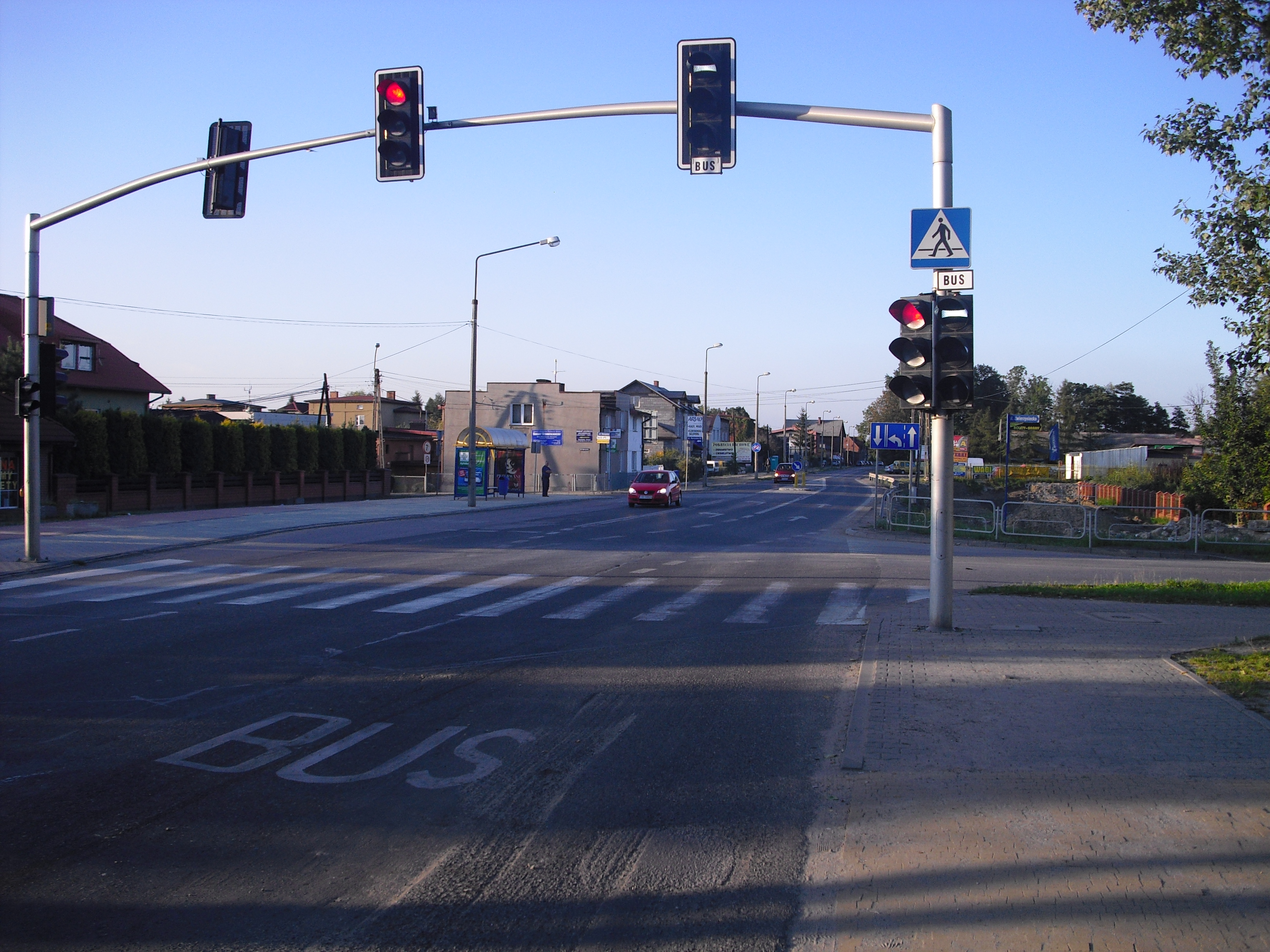
Skrzyżowanie w Czułowie
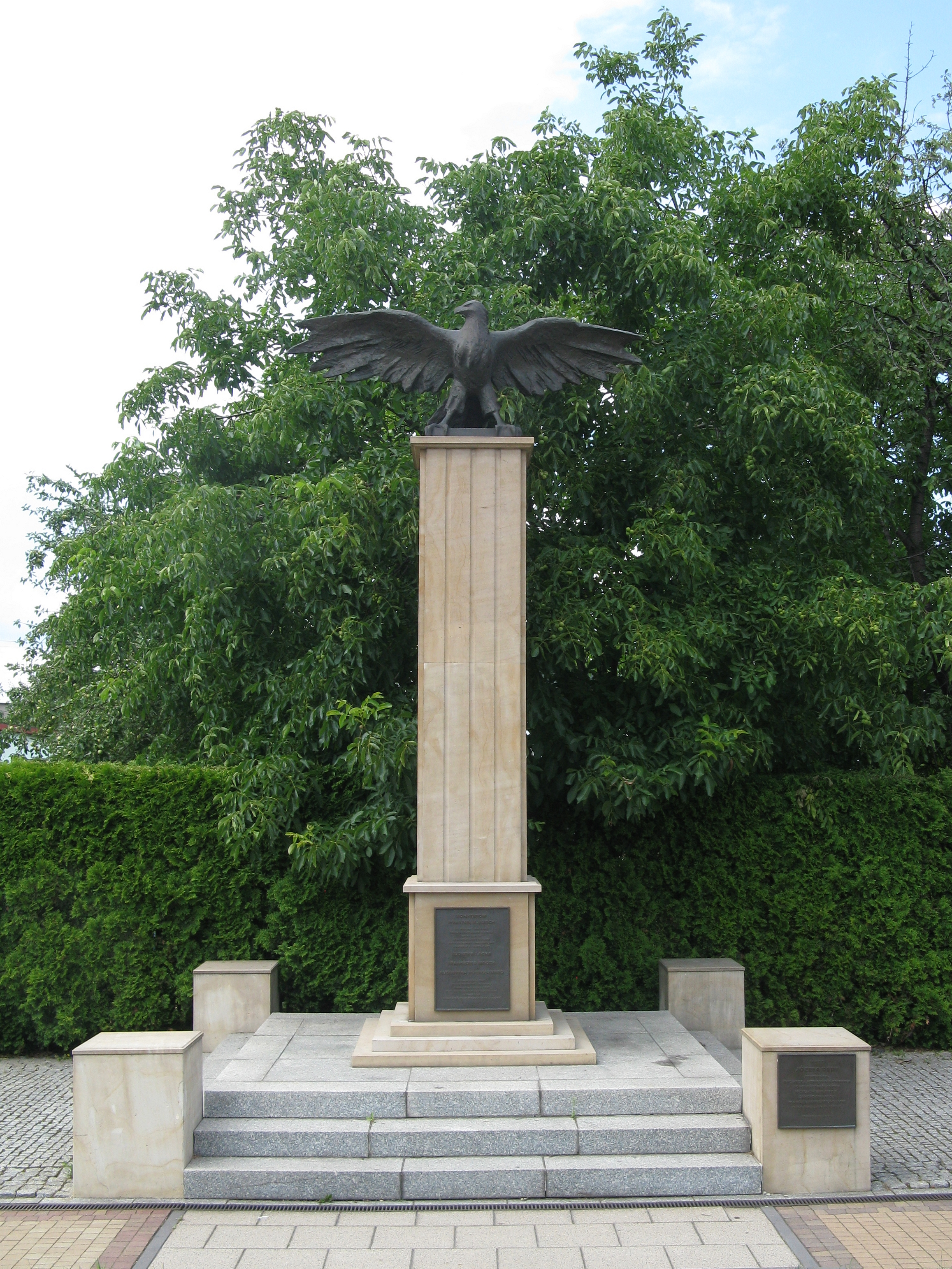
Pomnik pamięci powstańców śląskich w Czułowie
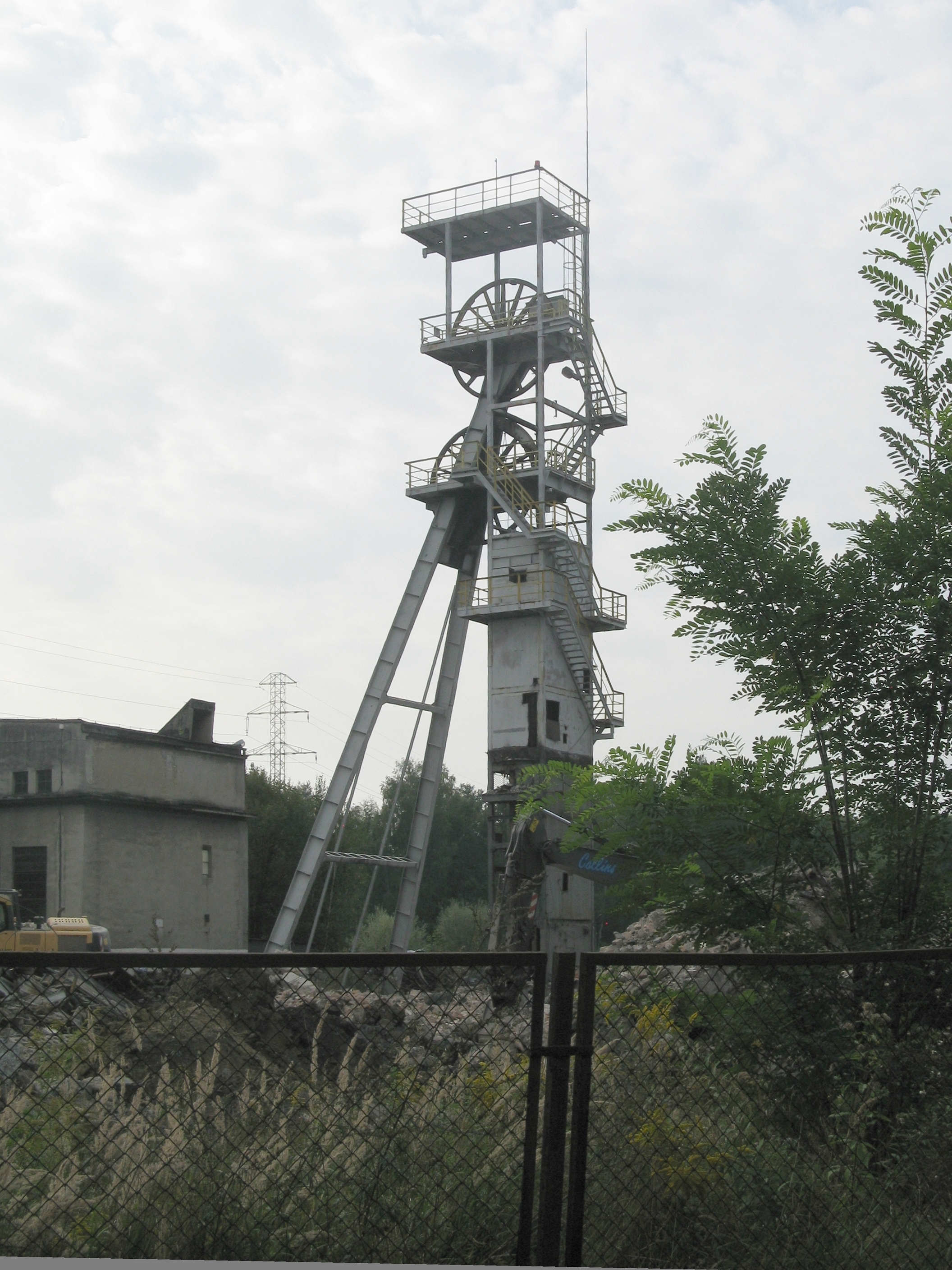
Wieża wyciągowa szybu Czułów kopalni węgla kamiennego Murcki-Staszic, zburzona w 2018 roku